# Plouzélambre
Plouzélambre (bret. Plouzelambr) – miejscowość i gmina we Francji, w regionie Bretania, w departamencie Côtes-d’Armor.
Według danych na rok 1990 gminę zamieszkiwało 208 osób, a gęstość zaludnienia wynosiła 27 osób/km² (wśród 1269 gmin Bretanii Plouzélambre plasuje się na 990. miejscu pod względem liczby ludności, natomiast pod względem powierzchni na miejscu 922.).